# Туманность Конус
Туманность Конус (англ. Cone Nebula) — область HII в созвездии Единорога. Была открыта Уильямом Гершелем 26 декабря 1785 года и получила первоначальное обозначение H V.27. Туманность находится на расстоянии около 830 пк (2700 световых лет) от Земли. Туманность Конус является частью туманности, окружающей скопление Рождественская ёлка. Обозначение NGC 2264 в Новом общем каталоге относится к обоим объектам, не только к туманности.
Диффузная туманность Конус названа так, поскольку по форме напоминает конус. Туманность расположена в южной части NGC 2264, северной частью которой является скопление Рождественская ёлка с видимой звёздной величиной 3.9. Вся структура находится в северной части созвездия Единорога к северу от середины отрезка от Проциона до Бетельгейзе.
Форма конуса создаётся тёмной поглощающей туманностью, состоящей из холодного молекулярного водорода и пыли, перед слабой эмиссионной туманностью, содержащей водород, ионизованный звездой S Единорога, ярчайшей звездой NGC 2264. Слабая туманность имеет длину около 7 световых лет (угловой размер около 10 минут дуги) и находится на расстоянии около 2700 световых лет от Земли.
Туманность является частью крупного комплекса звездообразования; с помощью телескопа Хаббл в 1997 году были получены снимки образующихся звёзд.